# مقاطعة جليل آباد
مقاطعة جليل‌ آباد (بالأذرية: Cəlilabad rayonu)‏ هي إحدى مقاطعات أذربيجان. يقدر عدد سكانها بـ 196,500 نسمة ومساحتها 1,440 كم2 .

## معرض صور

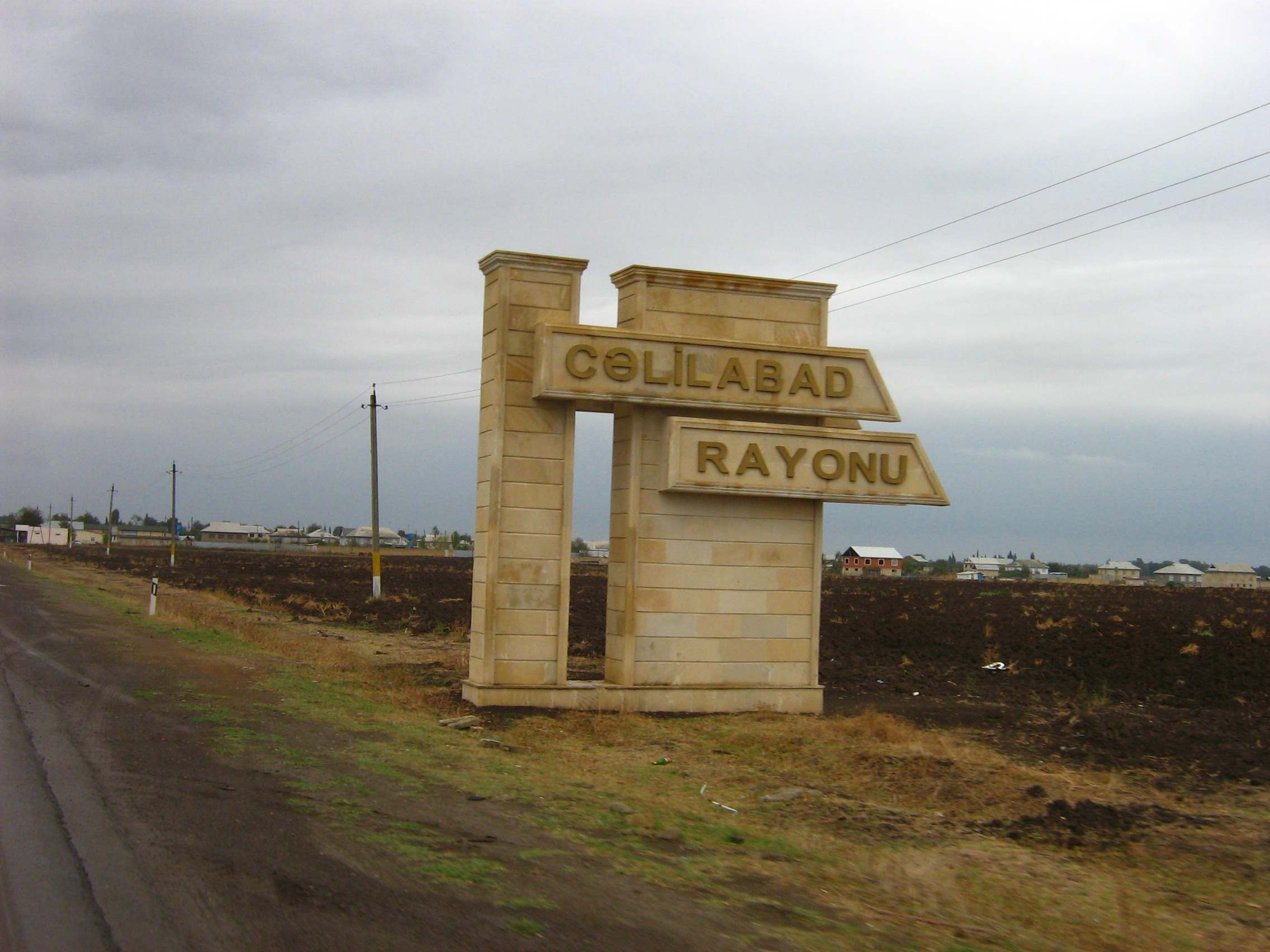
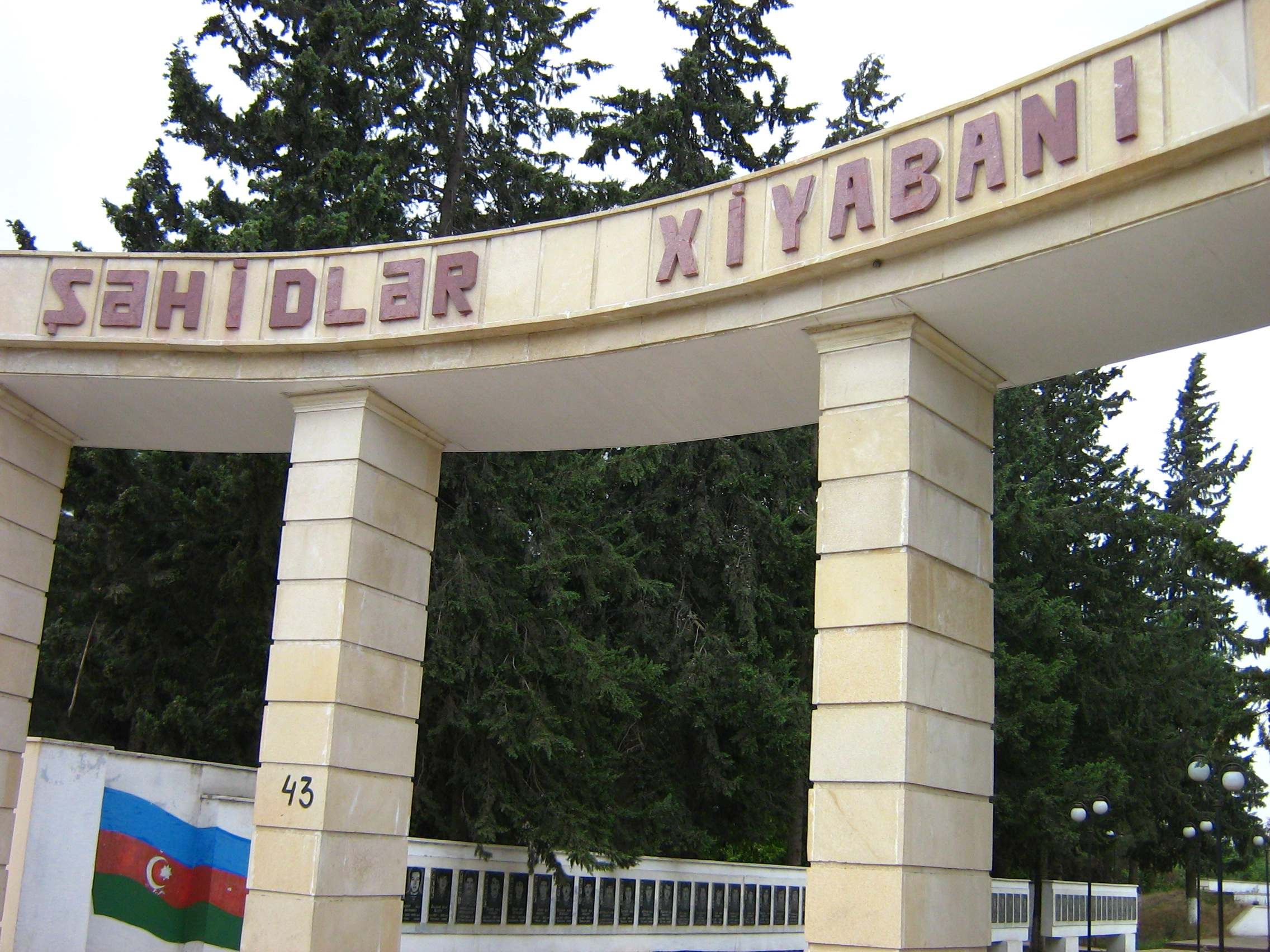